# Listado de tenistas masculinos número uno del mundo
Lista de tenistas masculinos número uno del mundo es una lista año a año de aquellos jugadores que al final de la temporada han sido considerados mayoritariamente como el mejor del año entero, indicándose asimismo el segundo mejor.

## Rankings antes de 1973
En los años anteriores a la Era Abierta (1968) los rankings para jugadores amateurs eran generalmente compilados para el año entero, mientras que los profesionales no contaban con ranking alguno, excepto preclasificaciones en torneos individuales. Incluso respecto de los amateurs, no existía un solo ranking oficial que cubriera todo el mundo; las clasificaciones eran hechas por las asociaciones nacionales de cada país en forma individual. Solo con la introducción de los rankings computarizados hizo que los mismos se volvieron comunes y una base frecuente y confiable de análisis al final del año.
Es también importante considerar que hasta que los rankings generados por computadora surgieran en 1973, todos aquellos previos rankings desde 1913 son en algún grado "subjetivos". Incluso los rankings “autorizados” para jugadores amateurs editados por algunos grupos como la United States Lawn Tennis Association estuvieron basados en juicios hechos por hombres y mujeres y no por fórmulas matemáticas asignando puntos a victorias y derrotas.
En 1938, por ejemplo, cuando Don Budge ganó el Grand Slam amateur, era fácil concluir que Budge no era solo el número uno de América sino de todo el mundo. Es mucho más difícil decidir cuál fue el mejor jugador de ese año, incluyendo amateurs y profesionales, desde que Ellsworth Vines y Fred Perry, todavía estaban en la cima de su rendimiento. Dos fuentes diferentes, sin embargo, que han estudiado las performances en ese año, concluyen que Budge fue el mejor jugador, seguido de cerca por Vines. Para 1937, una de las mismas fuentes concluye que Perry, Vines, y Budge, merecieron ser llamados (en igualdad) los N°1 del mundo.
Otro ejemplo es 1947. Bobby Riggs, fue claramente el mejor jugador del mundo en el año previo. En 1947 él continuaba siendo el mejor profesional pero Jack Kramer tuvo un año sensacional en amateurs. El año siguiente, 1948, Kramer se volvió profesional y en una larga serie de partidos batió a Riggs, sin duda alguna. Se podría quizás decir que Riggs y Kramer fueron n.º 1 (igualados) para 1947.
En tanto 1948 fue el último año en que un jugador amateur se volvió profesional y venció al campeón "defensor" ya profesional. Es de conocimiento general que desde dicho año en adelante el mejor jugador del año coincidió con el mejor jugador profesional del año.
Aun así, ciertos años presentan igualmente dificultades. Jack Kramer fue quizás el mejor jugador del mundo en 1950 y 1951 cuando venció a Pancho Gonzales primero y a Pancho Segura después en tours “head-to-head” —pero fue dominado por esos mismos jugadores en los torneos del circuito—. En 1952 la Professional Lawn Tennis Association (PLTA) publicó una lista anual donde Segura fue el mejor del mundo, y Gonzales segundo. A lo largo del año, sin embargo, Gonzales venció a Segura 4 partidos a 1. Segura ganó también un número importante de torneos, así que es probable que Segura y Gonzales fueran ambos n.º 1 para dicho año.
En el año siguiente, 1953, Kramer batió estrechamente al mejor amateur "convertido" en profesional, Frank Sedgman, en su tour durante la primera parte del año restableciéndose como n.º 1, al menos por ese periodo; pero luego, a consecuencia de las lesiones, él no jugó en la segunda mitad del año. Como resultado, Kramer se convirtió en un jugador semirretirado y en 1954 hubo un buen número de round-robins así como tours cortos, donde es claro según surge de las evidencias que Gonzales se convirtió en el mejor jugador del mundo, siendo este el primero de 7 años consecutivos como el n.º 1.

## Tenis profesional en Europa antes de 1926
La mayoría de las fuentes consideran a 1926, el año del primer tour profesional mano a mano, siendo el verdadero comienzo del tenis profesional. Antes de esa fecha, hubo numerosos profesionales "profesores", esto es, jugadores que daban lecciones de tenis en clubes privados y parques públicos. Como aceptaban dinero a cambio de sus servicios, no se les permitía participar en los torneos amateurs. Sin embargo, ellos crearon un número de pequeños torneos para profesionales, primariamente en Europa.
Algunos de los viejos conocidos partidos profesionales fueron entre el irlandés George Kerr y el americano Tom Pettitt. En 1889, Kerr batió a Pettitt tres veces de cuatro encuentros. En junio de 1890, Kerr ganó los tres partidos que disputó con Pettitt en Dublín.
En abril de 1898, un torneo profesional, round-robin, fue jugado en París. Ambos Thomas Burke (tutor del Tennis Club de París, ex profesor de Joshua Pim que ganó Wimbledon dos veces) de Ireland y Kerr (Fitzwilliam Club) batió a Tom Fleming (Queen’s Club), y Burke derrotó a Kerr 6-2, 4-6, 6-1, 5-7, 6-4.
En el año 1900 en una exhibición en París, un torneo profesional fue jugado en clay, con Burke finalizando adelante de Kerr y del inglés Charles Hierons.
En la primavera de 1903 en Niza sobre tierra batida, Reggie Doherty, el mejor amateur, derrotó al mejor profesional, Burke, 1-6, 6-1, 6-0, 6-0.
Burke fue reportado como el mejor amateur, pero es totalmente en la actualidad, como también Charles Haggett, el mejor "profesor" profesional inglés. En 1913, Haggett desembarca en Estados Unidos, invitado por el West Side Tennis Club de Forest Hills, New York y se convirtió en el entrenador del equipo americano de Davis Cup. En los partidos de práctica, él le ganó a los mejores amateurs Wilding y McLoughlin.
En los 1920s, Karel Koželuh, Albert Burke (hijo de Thomas Burke), y Roman Najuch fueron probablemente los más notables. La Bristol Cup, jugada en Beaulieu o en Cannes en la Riviera francesa y ganado siete veces consecutivas por Koželuh, fue considerado el "único campeonato significativo de los profesionales", según Ray Bowers. Koželuh se convirtió en el mejor de los profesionales en los 1930s; así que es fácil de imaginar que él, Burke, y probablemente otros "profesores" profesionales olvidados estuvieron entre los 10 mejores considerando amateurs y profesionales en cualquier año anterior a 1928, que es el primer año en que alguna de las fuentes citadas aquí dan algún ranking para todos los mejores jugadores de ese año. Todos los top 10 rankings para los años anteriores a 1928 incluían solo amateurs.

## Los torneos más grandes antes de 1968
Los torneos de elite se detallan a continuación:
- Bristol Cup: 1920s,
- Queen's Club Pro: 1928
- Southport tournament: 1935-1939
- World Pro Championships in Berlin: años 1930
- U.S Pro hardcourt: 1945
- Philadelphia: 1950-1952
- Tournament of Champions: 1956-1957
- Masters Pro Round Robin: 1957-1958
- Australian Pro: 1954, 1957-1958
- Madison Square Garden Pro: 1966, 1967
- Wimbledon Pro: 1967
- Bonnardel Cup: 1930s
- Kramer Cup: 1961-1963

Tres importantes torneos han tenido una cierta tradición y han sido disputados por los mejores jugadores a lo largo del tiempo. Fueron llamados “Torneos de Campeones”.
El más prestigioso de los tres fue el London Indoor Professional Championship. Jugado entre 1934 y 1990, en Wembley, fue considerado en forma no oficial como el campeonato mundial hasta 1967. El más viejo de los tres fue el United States Professional Championship, jugado entre 1927 y 1999. Entre 1954 y 1962 fue jugado bajo techo en Cleveland. El tercero de los grandes torneos fue el French Professional Championship, jugado entre 1934 y 1968, generalmente en Roland Garros. El campeonato British y el American se siguieron jugando durante la Era Abierta, pero se devaluaron hasta ser considerados torneos menores.
Estos tres torneos (Wembley Pro, French Pro y U.S. Pro) hasta 1967 fueron incluidos por los historiadores de tenis como los equivalentes a torneos "Grand Slam" para los profesionales.